# Оптический расходомер
Оптические (лазерные) расходомеры — расходомеры, работа которых основывается на использовании зависимости оптических эффектов от скорости движения жидкости или газа.

## Виды оптических расходомеров

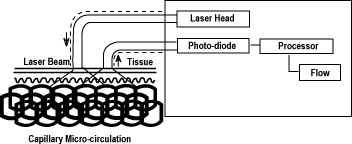
Принцип работы оптического расходомера на основе эффекта Доплера

Распространение приобрели две конструктивные разновидности оптических расходомеров, отличающиеся физическими явлениями, лежащими в основе принципа их работы:
- доплеровские расходомеры, принцип работы которых основывается на измерении разницы частот, возникающей при отражении светового луча подвижными частицами потока. Преимущественно используются для измерения местных скоростей жидкостей и газов, и нашли применение в исследовательских работах, связанных с изучением турбулентности и изучением полей распределения скоростей в потоках. Для измерения расходов используются редко;
- расходомеры, основанные на эффекте Физо-Френеля, в которых измеряется один из параметров (сдвиг интерференционных полос или сдвиг частоты колебаний величины светового потока), связанный с зависимостью скорости света в движущейся среде со скоростью движения последней. Основное назначение — измерение расходов.

Иногда оптическими расходомерами называют приборы, определяющие расход жидкости, вытекающей из ёмкости, путём измерения оптическими методами высоты уровня в ней. Также, существует метод измерения расхода на основе определения интенсивности выхода из ёмкости флуоресцентных частичек, предварительно введённых в жидкость. Очевидно, что последний метод ближе стоит к меточным расходомерам.

## Преимущества оптических расходомеров
Преимуществами этих оптических методов являются:
- бесконтактность;
- высокая чувствительность;
- малая инерционность;
- широкий диапазон измерения скоростей (0,1…100 м/с) и расходов независимо от физических свойств измеряемой среды (как жидкостей, так и газов), за исключением требования прозрачности среды в диапазоне длин волн, излучаемых лазерами.

Кроме того, лазерные расходомеры используют при измерении расходов агрессивных, высоко- и низкотемпературных (криогенных) жидкостей и газов.
Оптические расходомеры преимущественно используются в трубах малых диаметров.